# Municipio de Elk Point
El municipio de Elk Point (en inglés: Elk Point Township) es un municipio ubicado en el condado de Union en el estado estadounidense de Dakota del Sur. En el año 2010 tenía una población de 261 habitantes y una densidad poblacional de 1,79 personas por km².

## Geografía
El municipio de Elk Point se encuentra ubicado en las coordenadas 42°41′58″N 96°41′33″O / 42.69944, -96.69250. Según la Oficina del Censo de los Estados Unidos, el municipio tiene una superficie total de 146.04 km², de la cual 143,73 km² corresponden a tierra firme y (1,58 %) 2,31 km² es agua.

## Demografía
Según el censo de 2010, había 261 personas residiendo en el municipio de Elk Point. La densidad de población era de 1,79 hab./km². De los 261 habitantes, el municipio de Elk Point estaba compuesto por el 95,4 % blancos, el 1,15 % eran amerindios, el 0,38 % eran de otras razas y el 3,07 % eran de una mezcla de razas. Del total de la población el 0,77 % eran hispanos o latinos de cualquier raza.